# Perdita fedorensis
Perdita fedorensis är en biart som beskrevs av Cockerell 1916. Perdita fedorensis ingår i släktet Perdita och familjen grävbin. Inga underarter finns listade i Catalogue of Life.